# 하니와 숲속친구들
귀여운 숲속친구들 하니, 포, 쿠, 티티가 봄, 여름, 가을, 겨울 사계절을 배경으로 신비한 자연을 탐험하며 신나게 뛰논다! 숲속 이곳저곳에서 새 친구들을 만나고, 숲속에서 생기는 문제들을 함께 힘을 합쳐 해결하면서 우리의 아름다운 숲도 지켜낸다!
《하니와 숲속친구들》(영어: Hanni and the Wild Woods,은 SBS에서 국내 첫 방영을 시작하였다. 국내 애니메이션으로는 처음으로 미국 현지에서 미국 유명 스토리 작가 작업부터 3D 프로덕션 제작을 완료하였으며, 현재 글로벌 시장에서 캐릭터와 스토리, 그리고 제작력의 우수성을 크게 인정받고 있는 대한민국의 애니메이션이다.

## 방송 일시
| 방송 채널 | 방송일                             | 방송 시간 |
| --------- | ---------------------------------- | --------- |
| SBS       | 2020년 11월 28일 ~ 2021년 6월 21일 |           |

## 줄거리
우리의 숲속 친구들 하니, 포, 쿠, 티티가 신비한 자연을 탐험하면서 봄, 여름, 가을, 겨울 사계절을 배경으로 숲속의 여러 장소에서 재미있는 일들과 현상을 발견하고 숲속에서 발생하는 문제들을 함께 해결해 나갑니다.

하늘섬에 살고 있는 사랑의 마법나무의 수호자 샤샤는, 하니에게 숲을 지키는 리더가 되어달라는 커다란 임무를 맡기며 용기의 마법나무 씨앗을 찾아달라고 도움을 청합니다.

우리의 아름다운 숲은 언제나 사랑이 가득한 사랑스런 하니, 자신감 넘치는 용감한 포, 희망을 퍼트리는 쿠와 항상 행운이 따르는 티티가 서로 우정을 쌓아가며 흥미진진한 이야기를 펼쳐나가는 무대가 되어 줍니다. 또한 사랑, 용기, 희망, 행운의 네 가지 테마는 <하니와 숲속친구들>이 풀어나가야 할 사건과 문제 속에서 중요한 역할을 해줍니다.

샤샤가 지켜내야 하는 사랑의 마법나무, 그리고 아직 찾지 못한 용기, 희망, 행운의 마법나무 씨앗을 꼭 찾아내어, 모든 친구들이 아름답고 건강한 숲속에서 신나게 뛰어놀 수 있도록 <하니와 숲속친구들>이 매일매일 숲속의 새 멤버가 될 어린이 친구들을 기다립니다!

## 등장인물
- 하니 (영어: Hanni)
- 포 (영어: Po)
- 쿠 (영어: Coo)
- 티티 (영어: Ty-Ty 타이타이[*])
- 렉 (영어: Wreck, 스페인어: Rec)
- 탱글 (영어: Tangle, 스페인어: Tángulo 탕굴로[*])
- 쿠키 (영어: Cookie)
- 로아 (영어: Dahlia 달리아[*])
- 샤샤 (영어: Sprinkles 스프링클스[*])
- 링/딩/동 (영어: Ling/Ding/Bock)
- 새미 (영어: Sammy)
- 모스 (영어: Mose)
- 페페 (영어: Warby)

## 목소리 출연
- 강은애: 하니
- 김하루: 포
- 김율: 쿠
- 김보나: 티티
- 남도형: 렉
- 심규혁: 탱글
- 장미: 쿠키
- 박서연: 로아

## 제작진
- 총 감독·크리에이터: Minah Eom
- 제작·투자 총괄: 김영화
- 시나리오·대본: Derek Iversen, Minah Eom, Miles Hindman, Hunter Cope, Luke Giordano, Noelle Fuoco & Mark Miller
- 배경 디자인: 김재효·윤화정
- 캐릭터 디자인: Minah Eom
- 리드 모델링·맵핑: Miguel Soria·Yiris Hallal
- 스토리보드: 윤화정·김신희
- 리드 레이아웃: 김대은·문남연
- 애니메이션 연출: Minah Eom
- 리드 애니메이션: Uriel Reyes·에드 셀베이더
- 리드 비주얼이펙트: Andres Reyes
- 리드 리깅: 서애정·엄주호
- 리드 라이팅: Lenin Sanchez
- 라인 프로듀서: Daniela Laniado
- 음향·믹싱: 김영화
- 영상편집: 박수연·김희수
- 조연출: 이지현
- UHD종편: 한광만
- UHD보조: 이혜진·서지원
- 종편CG: 정호선
- 주제가 노래: 박서연
- 주제가 작사·작곡: 김영화
- 더빙 연출: 류호
- 더빙 스튜디오: C-47 POST STUDIO
- 더빙 녹음·믹싱: 성윤용
- 홈페이지제작관리: 허재영, 김윤선
- 국내배급: KTH㈜
- 글로벌 마케팅: TOBEIT GLOBAL CORP.
- 소프트웨어 제작: 휴렛 팩커드, 오토데스크, 어도비, 아비드 테크놀로지, 카오스 그룹
- 만든 도구: 마야, 포토샵, 프리미어 프로, 애프터 이펙트, 프로 툴스, 미디어 컴포저, V-레이
- 제작지원: 쿨리지코너 인베스트먼트㈜, 타임와이즈 인베스트먼트㈜, IBK 기업은행, ㈜한국야쿠르트 (현·Hy), 한국콘텐츠진흥원, ㈜
- 제작: HANNI 문화산업전문회사(유), TOBEIT GLOBAL CORP., 투빗 주식회사
- ⓒ HANNI AND THE WILD WOODS, 2020 ~ 2021 TOBEIT GLOBAL CORP. & MINAH EOM